# Jonesboro (Arkansas)
Jonesboro és una població dels Estats Units a l'estat d'Arkansas. Segons el cens del 2006 tenia 64.849 habitants.

## Demografia
Segons el cens del 2000, Jonesboro tenia 55.515 habitants, 22.219 habitatges, i 14.353 famílies. La densitat de població era de 269,1 habitants/km².
Dels 22.219 habitatges en un 30,1% hi vivien nens de menys de 18 anys, en un 48,9% hi vivien parelles casades, en un 12,2% dones solteres, i en un 35,4% no eren unitats familiars. En el 27,5% dels habitatges hi vivien persones soles el 9% de les quals corresponia a persones de 65 anys o més que vivien soles. El nombre mitjà de persones vivint en cada habitatge era de 2,38 i el nombre mitjà de persones que vivien en cada família era de 2,93.
Per edats la població es repartia de la següent manera: un 22,9% tenia menys de 18 anys, un 16,6% entre 18 i 24, un 28,1% entre 25 i 44, un 20,5% de 45 a 60 i un 11,8% 65 anys o més.
L'edat mediana era de 32 anys. Per cada 100 dones de 18 o més anys hi havia 88,8 homes.
La renda mediana per habitatge era de 32.196 $ i la renda mediana per família de 42.082 $. Els homes tenien una renda mediana de 31.668 $ mentre que les dones 21.633 $. La renda per capita de la població era de 17.884 $. Entorn del 12,9% de les famílies i el 17,4% de la població estaven per davall del llindar de pobresa.

## Poblacions més properes
El següent diagrama mostra les poblacions més properes.